# Escuela Normal Superior (Francia)

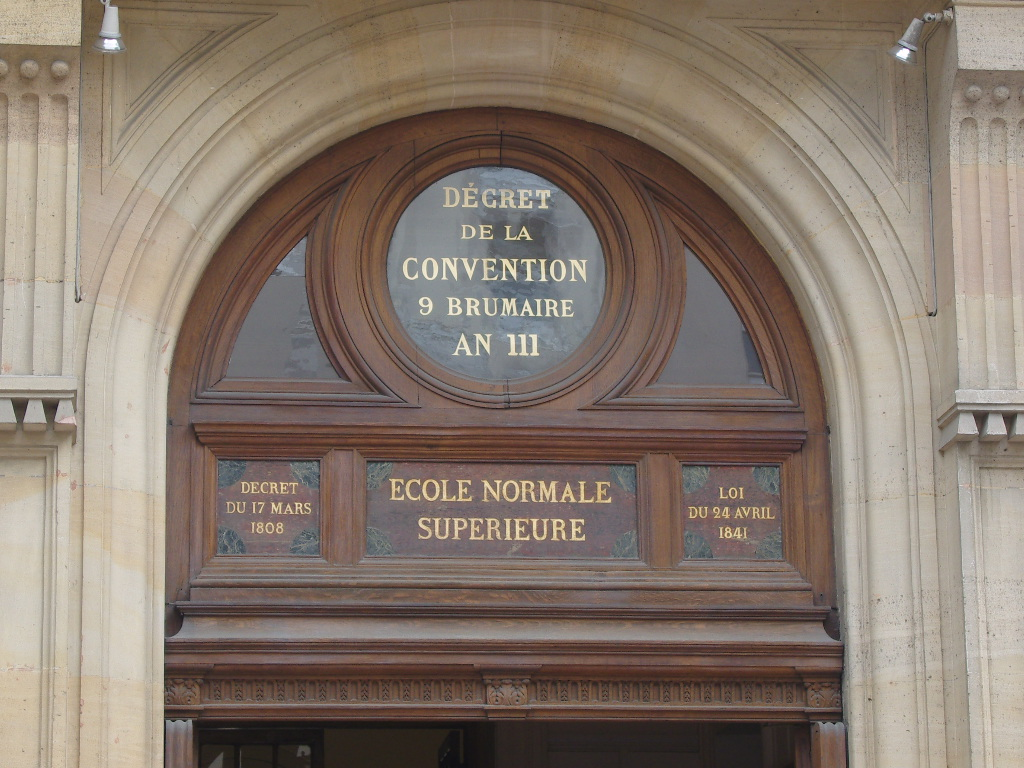
Medallón en la entrada principal de la Escuela Normal Superior de París, calle de d'Ulm.

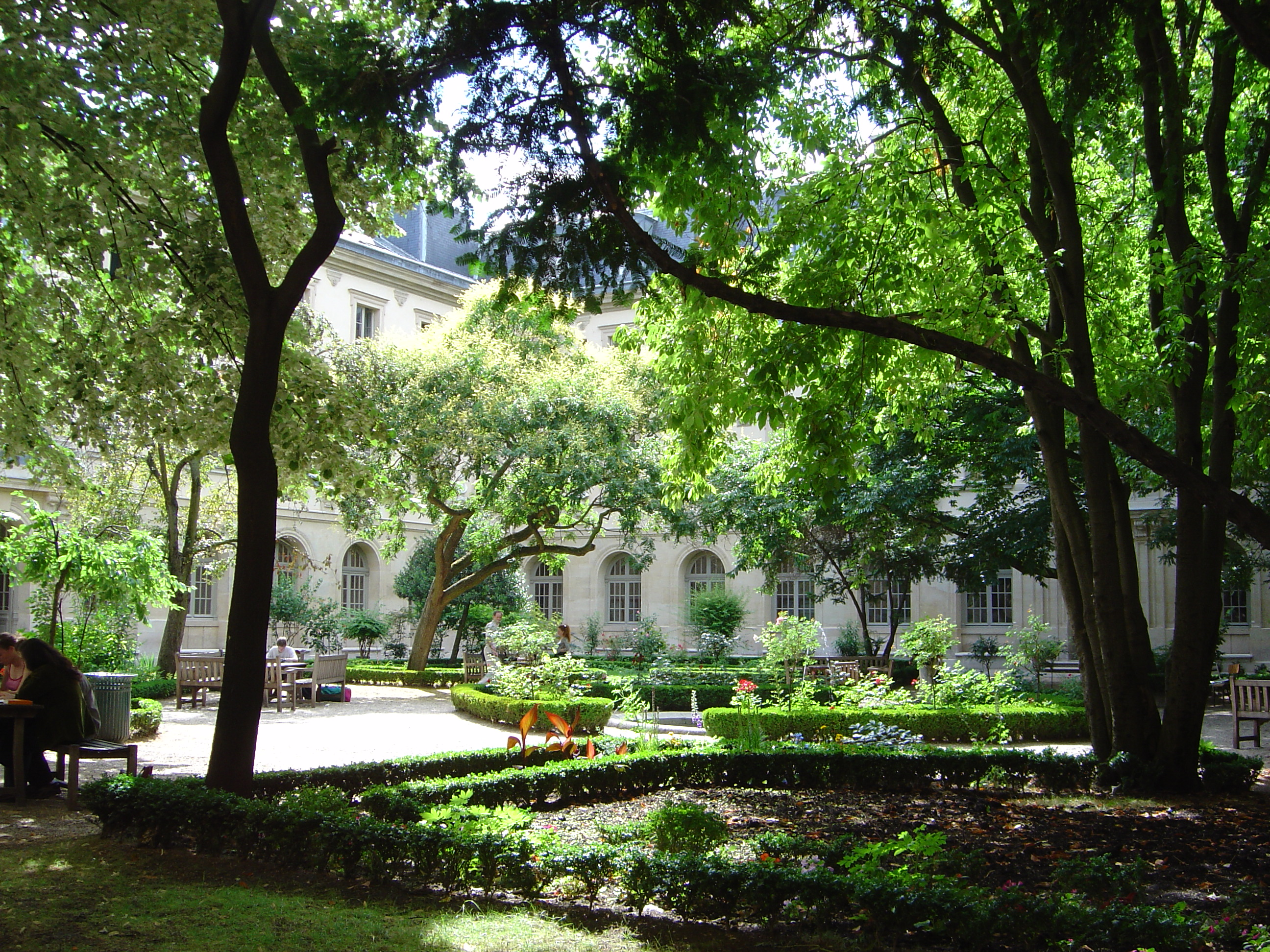
Vista de la cour aux Ernests, Escuela Normal Superior de París, calle de d'Ulm en París.

La Escuela Normal Superior (ENS), conocida como École Normale, Normale o Normale Sup, es un establecimiento de enseñanza superior francés.
Cuando el término se utiliza sin mayores precisiones se refiere a la Escuela Normal Superior de París, llamada también ENS Ulm al estar ubicada en la calle Ulm del Barrio Latino de París. Históricamente se trata de la primera ENS, pero actualmente existen tres más en Francia: la Escuela Normal Superior de Lyon, la Escuela Normal Superior de Cachan y la Escuela Normal Superior de Rennes (establecida desde 1994 como una sede de la ENS de Cachan e independizada en 2013). Las ENS forman parte de las grandes escuelas francesas, bajo la tutela del Ministerio de Enseñanza Superior e Investigación, y figuran entre las más prestigiosas escuelas superiores de Europa.

## Historia
La primera ENS, la Escuela Normal Superior del año III, fue creada — bajo el impulso de Joseph Lakanal y del Comité de Instrucción Pública — el 30 de octubre de 1794 en París por la Convención revolucionaria.
Esta escuela se instala en el anfiteatro del Museo Nacional de Historia Natural de París, demasiado pequeño para acoger a toda la promoción de alumnos. Allí impartieron clases algunos de los sabios de la época: Berthollet, Daubenton, Laplace, Lagrange y Monge. Debido a la situación financiera y política catastrófica, la escuela, dotada de recursos solamente para cuatro meses, desaparece el 19 de mayo de 1795.
Es refundada por un decreto de Napoleón el 17 de marzo de 1808, en los locales del antiguo colegio Plessis-Sorbonne y bajo bases más estrictas (promociones reducidas, reglamento de inspiración militar, uniforme obligatorio), y abre sus puertas en 1810. En 1814 se ubica en el edificio de la Congregación del Santo Espíritu. Hasta 1818 no se ingresa a la Escuela por oposiciones: los alumnos son elegidos por los inspectores de academia en función de los resultados escolares en el instituto. Bajo la Restauración, la Escuela cambia muchas veces de emplazamiento y llega incluso a cambiar de nombre: suprimida el 6 de junio de 1822, renace por una ordenanza del 9 de marzo de 1826 bajo el nombre de Escuela Preparatoria, en los locales del instituto Luis el Grande, después en el colegio Plessis a partir de 1828. A raíz de la Revolución de julio de 1830, el 6 de agosto de aquel año vuelve a llamarse Escuela Normal Superior.
El 4 de noviembre de 1847 la ENS se instala en los nuevos locales de la calle Ulm, en el 5° distrito de París, tal como se había decidido por ley del 24 de abril de 1841. Todavía ocupa esos locales, que fueron ampliados mediante la construcción, en 1937, de los edificios de la calle Lhomond para los departamentos de ciencias experimentales.
A finales del siglo XIX se crean las futuras Escuelas Normales Superiores de Lyon (inicialmente en Fontenay-aux-Roses y en Saint-Cloud) y Cachan.

## Misión y objetivos
La misión original era la de formar profesores pero se centró ampliamente en la preparación de las oposiciones a catedrático (agregación). Sin embargo, la enseñanza no es el único propósito de las ENS: mediante una formación cultural de alto nivel, la Escuela prepara a los estudiantes tanto para la investigación científica fundamental o aplicada como para la enseñanza en la Universidad, en las clases preparatorias a las grandes escuelas o en la enseñanza secundaria.
La importancia relativa de estos diferentes objetivos varía de una ENS a otra, pero en general, se estima que un tercio de los normalistas (normaliens, en francés) se orienta hacia la investigación fundamental o aplicada, otro tercio hacia la enseñanza (secundaria o en clases preparatorias) y el otro tercio hacia la administración de los grandes establecimientos del Estado o del sector privado.
- Datos: Q135436